# Listă de conducători de stat din 1008
1004 - 1005 - 1006 - 1007 - 1008 - 1009 - 1010 - 1011 - 1012
Aceasta este o listă a conducătorilor de stat din anul 1008:

## Europa
- Amalfi: Sergiu al II-lea (duce, 1007-1028)
- Anglia: Ethelred (rege din dinastia Saxonă, 978-1013, 1014-1016)
- Anjou: Foulques al III-lea cel Negru (conte, 987-cca. 1040)
- Aquitania: Guillaume al V-lea cel Mare (duce, 990-1030)
- Armenia, statul Ani: Gaghik I (rege din dinastia Bagratizilor, 989/990-1020)
- Armenia, statul Kars: Abbas (rege din dinastia Bagratizilor, 984-1029)
- Armenia, statul Lori: David I Anhoghin (rege din dinastia Bagratizilor, 989/991-1048/1049)
- Armenia, statul Siunik: Vasak al II-lea (rege din dinastia Bagratizilor, cca. 998-1019)
- Armenia, statul Vaspurakan: Sennecherim-Ioan (rege din dinastia Ardzruni, 1003-1021)
- Austria: Henric I (margraf din dinastia Babenberg, 994-1018)
- Bavaria: Henric al V-lea de Luxemburg (duce din dinastia de Luxemburg, 1004-1009, 1018-1026)
- Benevento: Pandulf al II-lea (principe, 981-1014; ulterior, co-principe de Capua, 1009-1014) și Landulf al V-lea (co-principe, 987-1014; ulterior, principe, 1014-1033)
- Bizanț: Vasile al II-lea Bulgaroctonul (împărat din dinastia Macedoneană, 976-1025)
- Bosnia-Herțegovina, statul Travunja: Dragomir (conducător, înainte de 998-1018; anterior, conducător în Zahumija, înainte de 998)
- Brandenburg: Werner (margraf, 1003-1009)
- Bretagne: Geoffroi I (duce, 992-1008) și Alain al III-lea (duce, 1008-1040)
- Bulgaria apuseană: Samuil (țar, 997-1014)
- Capua: Pandulf al II-lea (principe, 1007-1022)
- Castilia: Sancho Garcia (conte, 995-1017)
- Cehia: Jaromir (cneaz din dinastia Premysl, 1003, 1004-1012)
- Champagne: Etienne I (conte din casa de Vermandois, 996-1023)
- Cordoba: Abu'l-Ualid Hișam al II-lea al-Muayyad ibn al-Hakam (calif din dinastia Omeiazilor, 976-1009, 1010-1013)
- Croația: Kresimir al III-lea Suronja (rege din dinastia Trpimirovic, 1000-cca. 1030)
- Danemarca: Svend I Tveskaeg (rege, cca. 986-1014; ulterior, rege al Angliei, 1013-1014)
- Flandra: Balduin al IV-lea (conte din dinastia lui Balduin, 988-1035)
- Franța: Robert al II-lea cel Pios (rege din dinastia Capețiană, 996-1031)
- Gaeta: Ioan al III-lea (co-duce, 979-984; apoi, duce, 984-1008 sau 1009) și Ioan al IV-lea (co-duce, 991-1008 sau 1009; apoi, duce, 1008 sau 1009-1012)
- Germania: Henric al II-lea cel Sfânt (rege din dinastia de Saxonia-Liudolfingii, 1002-1024; anterior, duce de Bavaria, 995-1014, 1009-1018; ulterior, împărat occidental, 1014-1024)
- Gruzia, statul Abhazia: Bagrat al II-lea (978/979-1014; ulterior, rege în Khartlia, 1001-1014; ulterior, rege al Gruziei, 1008-1014)
- Gruzia, statul Tao-Klardjet: Gurghen I (sau al III-lea) (rege din dinastia Bagratizilor, 994-1008) și Bagrat al III-lea (rege din dinastia Bagratizilor, 1001-1014; anterior, rege în Abhazia, 978/979-1014; ulterior, rege al Gruziei, 1008-1014)
- Gruzia: Bagrat al III-lea (rege din dinastia Bagratizilor, 1008-1014; anterior, rege în Abhazia, 978/979-1014; anterior, rege în Tao Klardjet, 1001-1014)
- Hainaut: Regnier al IV-lea (conte, 973-1013)
- Italia: Alexios Xiphias (catepan bizantin, 1006-1008) și Ioan Curcuas (catepan bizantin, 1008-1010)
- Ivrea: Arduin (margraf din familia Anscarizilor, cca. 990-1015; ulterior, rege al Italiei, 1002-1014)
- Kiev: Vladimir I Sveatoslavici (mare cneaz de Kiev, 980-1015)
- Leon: Alfonso al V-lea (rege, 999-1028)
- Lorena Inferioară: Godefroi I (duce din casa de Lorena-Ardennes, 1006 sau 1012-1023)
- Lorena Superioară: Thierry (Dietrich) I (duce din casa de Bar, 978-1026/1027)
- Luxemburg: Frederic (conte, 987-1019)
- Montferrat: Guglielmo I (margraf din casa lui Aleramo, 990-cca. 1020)
- Muntenegru, statul Zeta: Ioan Vladimir (înainte de 998-1016)
- Navarra: Sancho Garces al III-lea cel Mare (rege, cca. 1000-1035)
- Neapole: Sergius al IV-lea (sau al V-lea) (duce, 1003/1004-1027, 1029/1030-1033/1034)
- Normandia: Richard al II-lea (duce, 996-1026)
- Norvegia: Erik și Sweyn (jarli, 1000-1016)
- Olanda: Dirk al III-lea (conte, 993 sau 995-1039)
- Polonia: Boleslaw I cel Viteaz (cneaz din dinastia Piasti, 992-1025; rege din 1025; ulterior, cneaz în Cehia, 1003-1004)
- Salerno: Guaimar al III-lea (principe, 994-1027)
- Saxonia: Bernhard I (duce din dinastia Billungilor, 973-1011)
- Scoția: Malcolm al II-lea (rege, 1005-1034)
- Serbia: Ljutomir (jupan din dinastia lui Tihomilj, înainte de 971-1018; mare jupan, din 998)
- Sicilia: Ja'far al-Kalbi (emir din dinastia Kalbizilor, 998-1019)
- Spoleto: Roman (duce, 1003-1010)
- Statul papal: Ioan al XVIII-lea (papă, 1004-1009)
- Suedia: Olof Skotkonung (rege, 994-1022)
- Torino: Ulric Manfred al II-lea (margraf din familia Arduinicilor, 1000-1034)
- Toscana: Bonifaciu (margraf, 1004-1011; totodată, conte de Bologna)
- Toulouse: Guillaume al III-lea Taillefer (conte, 950-1037)
- Ungaria: Ștefan I cel Sfânt (conducător din dinastia Arpadiană, 997-1038; rege, din 1001)
- Veneția: Pietro Orseolo al II-lea (doge, 991-1008) și Ottone Orseolo (doge, 1008-1026)
- Verona: Conrad I (margraf din Dinastia_Saliană, 1004-1011; totodată, duce de Carintia, 1004-1011)

## Africa
- Fatimizii: al-Hakim bi-amr Allah (Abu Ali al-Mansur ibn al-Aziz) (calif din dinastia Fatimizilor, 996-1021)
- Kanem-Bornu: Adyoma (cca. 961-cca. 1019)
- Zirizii: Nasr ad-Daula Abu Manad Badis ibn Mansur (emir din dinastia Zirizilor, 996-1016)

## Asia

### Orientul Apropiat
- Bizanț: Vasile al II-lea Bulgaroctonul (împărat din dinastia Macedoneană, 976-1025)
- Buizii din Fars și Khuzistan: Baha ad-Daula Abu Nasr Firuz ibn Adud ad-Daula (emir din dinastia Buizilor, 998-1012/1013; totodată, emir în Kerman, 998-1012/1013; anterior, emir în Irak, 989-1012/1013)
- Buizii din Kerman: Baha ad-Daula Abu Nasr Firuz ibn Adud ad-Daula (emir din dinastia Buizilor, 998-1012/1013; totodată, emir în Fars și Khuzistan, 998-1012/1013; anterior, emir în Irak, 989-1012/1013)
- Buizii din Hamadan și Isfahan: Șams ad-Daula Abu Tahir ibn Fahr ad-Daula (emir din dinastia Buizilor, 997-1021)
- Buizii din Irak: Baha ad-Daula Abu Nasr Firuz (emir din dinastia Buizilor, 989-1012/1013; ulterior, emir în Fars și Khuzistan, 998-1012/1013; ulterior, emir în Kerman, 998-1012/1013)
- Buizii din Ray: Madj ad-Daula Abu Talib Rustam ibn Fahr ad-Daula (emir din dinastia Buizilor, 997-1029)
- Califatul abbasid: Abu'l-Abbas Ahmad al-Kadir ibn al-Muttaki (calif din dinastia Abbasizilor, 991-1031)
- Fatimizii: al-Hakim bi-amr Allah (Abu Ali al-Mansur ibn al-Aziz) (calif din dinastia Fatimizilor, 996-1021)
- Ghaznavizii: Iamin ad-Daula Abu'l-Kasim Mahmud ibn Sebuktegin (emir din dinastia Ghaznavizilor, 998-1030)

### Orientul Îndepărtat
- Birmania, statul Arakan: Nga-pin-nga-ton (rege, 994-1018)
- Birmania, statul Mon: Ekkathamanta (rege, 1004-1016)
- Cambodgea, Imperiul Kambujadesa (Angkor): Jayaviravarman (împărat, cca. 1002-1010/1011) și Suryavarman (Nirvanapada) (împărat, 1002-1049)
- Cambodgea, statul Tjampa: Yan Pu Ku Vijaya (rege din cea de șaptea dinastie, 999/1007-cca. 1010)
- China: Zhenzong (împărat din dinastia Song de nord, 998-1022)
- China, Imperiul Qidan Liao: Shengzong (împărat, 982-1031)
- Coreea, statul Koryo: Mokchong (Wang Song) (rege din dinastia Wang, 998-1009)
- Ghaznavizii: Iamin ad-Daula Abu'l-Kasim Mahmud ibn Sebuktegin (emir din dinastia Ghaznavizilor, 998-1030)
- India, statul Chalukya apuseană: Satyașraya (sau Irivabedanga) (rege, 997-1008) și Vikramaditya al V-lea (rege, 1008-1014)
- India, statul Chalukya răsăriteană: Șaktivarman (rege, 999-1011)
- India, statul Chola: Rajaraja I cel Mare (rege, 985-1014 sau 1016)
- India, statul Gurjara Pratihara: Rajyapala (rege, ?-1019) (?)
- Indiam statul Hoysala: Vinayaditya I (rege, 1000-1022)
- Japonia: Ichijo (împărat, 986-1011)
- Kashmir: Samgramaraja (rege din dinastia Lohara, 1004-1029)
- Nepal: Udayadeva al II-lea (rege din dinastia Thakuri, cca. 998-1004 sau 1018) și Nirbhayadeva (rege din dinastia Thakuri, cca. 1004-cca. 1010)
- Sri Lanka: Mahinda al V-lea (sau Mahendra) (rege din dinastia Silakala, 979-1015/1027)
- Vietnam, statul Dai Co Viet: Le Dong Dinh (Le Trung Tong Hoang-de) (rege din dinastia Le timpurie, 1005-1009)

## America
- Toltecii: Matlaccoatzin (conducător, 997-1025)